# TOKYO BRANDNEW GIRLS
『TOKYO BRANDNEW GIRLS』（トウキョウ ブランニュー ガールズ）は、2012年4月2日（1日深夜）から2013年3月29日（28日深夜）までテレビ東京で放送されていたファッション情報番組である。略称は「TBG」。

## 放送時間
いずれも日本標準時。
- 月曜 0:35 - 1:05 （日曜深夜、2012年4月2日 - 2012年9月24日）
- 金曜 1:50 - 2:20 （木曜深夜、2012年10月5日 - 2013年3月29日）

## 出演者

### レギュラーキャスト
2012年10月からは、毎回この中から2人ずつがスタジオ出演していた。このうち道端は、2012年9月まではゲスト扱いだったが、同年10月からはレギュラーキャストとして出演していた。
- 優木まおみ
- 安田美沙子
- 木下ココ
- Nana （AFTERSCHOOL）
- 道端アンジェリカ

### ブランニューガールズ
毎回この中から何人かが「Today's Model」としてスタジオ出演し、リポーターも務めていた。2012年9月までは5人が、同年10月からは3人が出演していた。
- 荒木のぞみ（『BLENDA』専属モデル）
- 岡田紗佳（『non-no』専属モデル）
- 武田静加（『Happie nuts』専属モデル）
- 宮城舞（『JELLY』専属モデル）
- Cherry（『GLITTER』専属モデル）
- 星野加奈（『S Cawaii!』レギュラーモデル）
- 星あや（『Gina』レギュラーモデル）
- 平山美春（『CanCam』専属モデル）
- 齋藤美波（『Fine』専属モデル）
- 向山志穂（『EDGE STYLE』レギュラーモデル）
- 久住小春（『CanCam』専属モデル）
- 日向泉（グラビアアイドル） - 放送期間中に蒼井葉月に改名[1]。

### 見習いブランニューガール
- 植田萌子（当時テレビ東京アナウンサー） - コーナー進行を担当。

## スタッフ
- ナレーション：白石小百合（テレビ東京アナウンサー）
- 構成：鈴木留美
- TD：田中寿子
- 撮影：風間誠
- 音声：五十嵐公彦
- VE：水野暁夫
- 照明：藤谷直之
- 美術：本橋智子
- 編集：神戸英夫
- MA：岡原正人
- 音効：マジカル
- 技術協力：テクノマックス、日本VTRスタジオ
- スタイリスト：三枝桃子
- ヘアメイク：岩本惇源、遊佐こころ、福岡玲衣
- ディレクター：大村健介
- 演出：野呂智之
- 制作：村田素美、高木千琴
- 企画：林秀武（マインドスクエア）
- 協力：T-NINE、サニーサイドアップ
- プロデューサー：藤平晋太郎（テレビ東京）、高橋秀明、藺牟田理佳子
- 制作協力：ドーン、マインドスクエア、JMPインターナショナル
- 制作著作：テレビ東京

## エンディングテーマ
- Anyone But You （Risa Hirako、2012年4月 - 2012年6月）
- DREAMER SDREAM （Twinkerbell、2012年7月 - 2012年9月）
- Sweet Pop! （Silent Siren、2012年10月 - 2012年12月）
- Set Me Free （Jordyn Taylor、2013年1月 - 2013年3月）